# Ataenius abancay
Ataenius abancay är en skalbaggsart som beskrevs av Zdzisława Stebnicka 2005. Ataenius abancay ingår i släktet Ataenius och familjen Aphodiidae. Inga underarter finns listade.